# Guapi
Guapi est une municipalité située dans le département de Cauca, en Colombie.